# Tautas laiks (альбом)
Tautas laiks (с латыш. — «Время народа») — сборник латышских патриотических песен, изданный в ноябре 2007 года. Его основу составили песни времён «Третьей атмоды». В подборке 18 композиций: три песни Имантса Калныньша и Зигмарса Лиепиньша, по две песни Айнарса Вирги и Яниса Лусенса, а также по одной песне Юриса Павитолса, Улдиса Мархилевичса, Бориса Резника, Юриса Кулакова, Мартиньша Браунса, Бируты Ритмане и Улдиса Стабулниекса. Из групп больше всего песен исполнила группа Līvi — 3 песни. Только одна из песен не является оригинальной — это «Zeme, zeme, kas ta zeme» в исполнении братьев Грасисов. Музыка была взята из еврейской народной песни. Все песни исполнены на латышском языке, а в «Atmostas Baltija», помимо латышского, появляются также эстонский и литовский языки.
Все композиции созданы в 1980-х годах, кроме «Vairogi» в исполнении Līvi — это песня 1972 года. Название подборке дала песня «Tautas laiks» в исполнении Зигфрида Муктупавелса.
Многие песни из этого сборника вошли в списки самых популярных песен согласно результатам ежегодного радиоконкурса «Микрофон».

## Критика
Эгилс Калйо считает, что альбом упустил возможность дать новым слушателям понять, что произошло в то время и почему эти песни были такими особенными. Эгилс пишет: «Юный слушатель, особенно тот, что родился после Атмоды, не получит полной исторической картины того, что происходило». Однако Эгилс также замечает: «В любом случае Tautas laiks является важным сборником песен 1980-х и начала 1990-х годов, особенно из-за того, что он содержит много песен, недоступных где-либо ещё. Если оставить в стороне недостатки, я настоятельно рекомендую его не только как сборник великих песен, но и как исторический музыкальный обзор того периода времени — времени беспрецедентного единства в Латвии, и как предвестник того, что должно было скоро произойти».

## Список песен
1. «Vairogi» (Līvi, 1972) (композитор Юрис Павитолс / текст Витаутс Люденс) — 3:01
2. «…Pie laika» (Remix, 1988) (Улдис Мархилевичс / Иго) — 4:33
3. «Dzimtā valoda» (Līvi, 1986) (Айнарс Вирга / Григорий Виеру, в исполнении Иманта Зиедониса) — 4:12
4. «Brīvību Baltijai» (Opus Pro, 1989) (Зигмар Лиепиньш / Лайма Рита Криевиня) — 4:24
5. «Zābaku dziesma» (Līvi, 1986) (Айнарс Вирга / Гунтарс Годиньш) — 5:36
6. «Atmostas Baltija» (Виктор Земгалс, Жилвинас Бубелис, Тармо Пихлап, 1989) (Борис Резник / Валдис Павловскис) — 5:29
7. «Zaļā dziesma» (Pērkons, 1988) (Юрис Кулаков / Марис Мелгалвс) — 4:17
8. «Taisnība» (Zodiaks, 1989) (Янис Лусенс / Эдуард Трейман-Зваргуль) — 4:56
9. «Veltījums LTF» (NEA, 1989) (Имантс Калныньш / Олаф Гутманис) — 4:01
10. «Ai, māsa Lietuva» (Turaidas Roze, 1987) (Имантс Калниньш / Петерис Зирнитис) — 3:35
11. «Daugaviņa» (Sīpoli, 1985) (Мартиньш Браунс / Вилис Плудонис)
12. «Sena kalpu dziesma» (Opus, Мирдза Зивере, Имантс Ванзович и друзья, 1987) (Зигмарс Лиепиньш / Каспарс Димитерс) — 6:24
13. «Mazs bērniņš krustcelēs» (Янис Спрогис и Иго, 1988) (Зигмар Лиепиньш / Мара Залите) — 3:17
14. «Manai tautai (Palīdzi Dievs)» (Иева Акуратере, 1988) (Бирута Ритмане / Андрис Ритманис) — 2:27
15. «Zeme, zeme, kas tā zeme» (братья Грасисы, 1989) (еврейская народная песня / Улдис Грасис) — 2:30
16. «Tautas laiks» (Зигфрид Муктупавелс, 1988) (Янис Лусенс / Имант Зиедонис) — 2:50
17. «Tik un tā» (Улдис Стабулниекс, 1981) (Улдис Стабулниекс / Мара Залите) — 3:01
18. «Lūgšana» (Иева Акуратере, 1988) (Имантс Калныньш / Леонид Брейкшс) — 6:10

Источник: